# ヘンリー・パーシヴァル (第5代エグモント伯爵)
第5代エグモント伯爵ヘンリー・フレデリック・ジョン・ジェームズ・パーシヴァル（英語: Henry Frederick John James Perceval, 5th Earl of Egmont、1796年1月3日 – 1841年12月23日）は、イギリスの貴族。1822年から1835年までパーシヴァル子爵の儀礼称号を使用した。父の代より火の車状態の家計を引き継ぎ、抜け出せないまま海外逃亡や仮名での生活を余儀なくされ、アルコール依存になった。

## 生涯
第4代エグモント伯爵ジョン・パーシヴァルと妻ブリジット（1826年1月24日没、グリン・ウィンの娘）の息子として、1796年1月3日に生まれた。1814年9月21日にケンブリッジ大学トリニティ・カレッジに入学、1818年にM.A.の学位を修得した。
1822年に父がエグモント伯爵位を継承した時点で家計が火の車であり、一例としてコーク県チャーチタウンには30万ポンド（2022年時点の£32,450,107と同等）の債務がかかっていた。父は貴族院議員として訴追から逃れたが、まだ爵位を継承していないパーシヴァル子爵にはそれができず、債権者から逃れるために度々海外に向かった。このような状況にパーシヴァル子爵はアルコール依存になった。
『英国議会史』はパーシヴァル子爵が債権者から逃れるために議会入りを目指したと考察している。1824年3月にペンリン選挙区で空席が生じたとき、パーシヴァル子爵は現地の代表を通して立候補を表明したが、遅すぎたため多くの有権者がすでにほかの候補に票を投じる約束をしており、子爵は立候補を取り下げた。1826年3月、イースト・ルー選挙区選出の庶民院議員ジョージ・ワトソン＝テイラーが退任して、議席をパーシヴァル子爵に譲ったが、子爵が実際に就任したかどうかは定かではない。1826年イギリス総選挙で改めてペンリンから出馬したが、ペンリンは有権者への出費が多い選挙区であり、子爵は152票（得票数3位）で落選した。選挙の出費で家計がさらに悪化し、パーシヴァル子爵は1828年に法外追放を宣告され海外に逃亡した。
1828年11月ごろ、パリでルイーズ・マリー・ドルスル（Louise Marie D'Orselet、オルスル伯爵の娘）と結婚した。
- 男子（1829年4月1日 パリ – 1835年と1841年の間） - 夭折[1]

1830年イギリス総選挙では子爵の支持を受けたと主張するウィリアム・トマス・ホープ（William Thomas Hope）が立候補を表明したが、すぐに撤退している。
1835年12月31日に父が死去すると、エグモント伯爵位を継承、1836年2月5日に貴族院議員に就任した。以降はラヴェル氏（Mr. Lovell）の仮名でクリーズ氏（Mrs. Cleese）とともにウィルトシャーのバーダーロップ・パークに住んだ。エグモント伯爵はクリーズ氏を自身の姉妹として紹介し、バーダーロップ・パークもクリーズ氏の名義で購入したものだった。アルコール依存は変わらず、酔っぱらっているためクリーズ氏がやむなくエグモント伯爵を閉じ込めておくこともあるとの噂が流れた。1840年にポルトガル王国に移り、クリーズ氏が死去するとイングランドに戻った。
1841年12月23日にメリルボーンのウィッグモア・ストリートで死去、チャールトンで埋葬された。息子に先立たれており、従叔父にあたる第3代アーデン男爵ジョージ・ジェームズ・パーシヴァルが爵位を継承した。